# Johann Jakob von Tschudi
Johann Jakob von Tschudi (ur. 25 lipca 1818 w Glarus, zm. 8 października 1889 w Lichtenegg) – szwajcarski naturalista i badacz.
Tschudi urodził się w Glarus, studiował nauki przyrodnicze i medycynę na uniwersytetach w Neuchâtel, Lejdzie i Paryżu. W 1838 wyjechał do Peru, gdzie spędził pięć lat kolekcjonując i badając rośliny w Andach. Pomiędzy 1857 a 1859 odwiedził Brazylię i inne kraje Ameryki Południowej. W 1860 został mianowany ambasadorem Szwajcarii w Brazylii i pozostał na tym stanowisku do 1868, w tym czasie badając kraj i zbierając rośliny dla muzeów w Neuchâtel, Glarus i Fryburgu.

## Prace
- Untersuchungen uber die Fauna Perus (1844-47)
- Peruanische Reiseskizzen wuhrend der Jahre 1838-42(1846)
- Die Ketchuasprache (1853)
- Reise durch die Andes von Südamerika (1860)
- Die brasilianische Provinz Minas-Geraes {1863)
- Reisen durch Südamerika (1866-69)